# ルックアフタリング
| 専門評論家によるレビュー         | 専門評論家によるレビュー |
| 総スコア                         | 総スコア                 |
| 出典                             | 評価                     |
| -------------------------------- | ------------------------ |
| Metacritic                       | 85/100                   |
| レビュー・スコア                 |                          |
| 出典                             | 評価                     |
| オールミュージック               | [ 2 ]                    |
| BBC                              | favorable                |
| エンターテイメント・ウィークリー | C+                       |
| ガーディアン                     | [ 5 ]                    |
| MusicOMH                         | favorable                |
| ニューヨーク・タイムス           | favorable                |
| ピッチフォーク                   | 8.5/10                   |
| PopMatters                       | [ 9 ]                    |
| Stylus Magazine                  | B+                       |
| Tiny Mix Tapes                   | [ 11 ]                   |

『ルックアフタリング』（Lookaftering）は、ヴァシュティ・バニヤンのセカンド・アルバムで、2005年10月17日にファットキャット・レコーズからリリースされた。これは1970年代の『ジャスト・アナザー・ダイアモンド・デイ』に続くものである。

## 反応
主流の批評家のレビューに100点満点中の加重平均点をつけるMetacriticでは、『ルックアフタリング』は21のレビューをもとに平均85%のスコアを獲得しており、「普遍的な賞賛」を得ている。
オールミュージックのトム・ジュレックは、このアルバムを5つ星のうち4つ星と評価し、「あらゆるファッション、あらゆる時間、そして宇宙の外にいるようなアーティストによる、豪華に考え抜かれ、見事に、そして感覚的に作られたアルバム」と評価している。彼はさらに「技術的な仕掛けがなければ、このアルバムは時代を超越した宇宙的なもので、300年前に作られたかもしれないが、21世紀に作られたことはさらに祝福されるだろう」と付け加えた。
ピッチフォークの「Top 50 Albums of 2005」では44位にランクインしている。PopMattersの「Best 50 Albums of 2005」では50位にランクインしている。

## 収録曲
| 全作詞・作曲: ヴァシュティ・バニヤン。 |                          |                        |                        |      |
| #                                      | タイトル                 | 作詞                   | 作曲・編曲             | 時間 |
| 1.                                     | 「"Lately"」             | ヴァシュティ・バニヤン | ヴァシュティ・バニヤン | 2:21 |
| 2.                                     | 「"Here Before"」        | ヴァシュティ・バニヤン | ヴァシュティ・バニヤン | 2:05 |
| 3.                                     | 「"Wayward"」            | ヴァシュティ・バニヤン | ヴァシュティ・バニヤン | 3:06 |
| 4.                                     | 「"Hidden"」             | ヴァシュティ・バニヤン | ヴァシュティ・バニヤン | 3:20 |
| 5.                                     | 「"Against the Sky"」    | ヴァシュティ・バニヤン | ヴァシュティ・バニヤン | 3:10 |
| 6.                                     | 「"Turning Backs"」      | ヴァシュティ・バニヤン | ヴァシュティ・バニヤン | 4:28 |
| 7.                                     | 「"If I Were"」          | ヴァシュティ・バニヤン | ヴァシュティ・バニヤン | 2:15 |
| 8.                                     | 「"Same but Different"」 | ヴァシュティ・バニヤン | ヴァシュティ・バニヤン | 3:38 |
| 9.                                     | 「"Brother"」            | ヴァシュティ・バニヤン | ヴァシュティ・バニヤン | 2:10 |
| 10.                                    | 「"Feet of Clay"」       | ヴァシュティ・バニヤン | ヴァシュティ・バニヤン | 4:29 |
| 11.                                    | 「"Wayward Hum"」        | ヴァシュティ・バニヤン | ヴァシュティ・バニヤン | 4:26 |

## パーソネル
- ヴァシュティ・バニヤン – アコースティックギター、ボーカル
- マックス・リヒター – ピアノ、グロッケンシュピール、ハモンドオルガン、メロトロン、ヴィブラフォン、フェンダーローズ、ワイングラス
- ケヴィン・バーカー – エレクトリックギター
- デヴェンドラ・バンハート – アコースティックギター
- マルチェロ・デオリヴィエラ – アコースティックギター
- レベッカ・ウッド – オーボエ、コーラングレ
- ロバート・カービー – フレンチホルン、トランペット
- ジョアンナ・ニューサム – ハープ
- アダム・ピアース – ダルシマー
- Adem – ハーモニウム、オートハープ
- フィオナ・ブライス – ストリングス
- イアン・バージ – ストリングス
- ギロン・キャメロン – ストリングス
- ジョン・マーカーフ – ストリングス
- フランセス・デュワー – ストリングス